# Jimmy T. Murakami
Jimmy Teru Murakami (* 5. Juni 1933 in San José, Kalifornien; † 16. Februar 2014 in Dublin) war ein US-amerikanischer Animator, Filmregisseur, Filmproduzent und Drehbuchautor japanischer Abstammung.

## Leben
Murakami wurde als Kind während des Zweiten Weltkriegs zusammen mit seinen Eltern aufgrund seiner japanischen Abstammung zeitweise interniert. Nachdem er das Choinard Art Institute in Los Angeles besucht hatte, erhielt er 1956 einen ersten Studiovertrag als Animator. Er wechselte im darauf folgenden Jahr zum Pintoff Studio in New York, wo er am Oscar-nominierten Zeichentrick-Kurzfilm The Violinist mitarbeitete.
1960 zog er nach London, wo er als Regisseur und Produzent für TV-Cartoons arbeitete. Der von ihm verfasste und inszenierte Kurzfilm The Insects wurde 1965 für den BAFTA Award nominiert. Seine Produktion Charlie wurde im selben Jahr bei den Internationalen Filmfestspielen von Venedig mit einem Goldenen Löwen ausgezeichnet. Muramaki kehrte daraufhin in die Vereinigten Staaten zurück, wo er mit Fred Wolf eine Produktionsfirma gründete. 1969 erhielt er eine Oscar-Nominierung für den Zeichentrickkurzfilm The Magic Pear Tree. Zwei Jahre später gründete er eine weitere Produktionsfirma in Dublin, die sich auf Werbespots spezialisierte. Im selben Jahr war er Koproduzent von Roger Cormans Manfred von Richthofen – Der Rote Baron.
1980 führe er die Regie in zwei Spielfilmen von Roger Cormans Produktionsgesellschaft, Sador – Herrscher im Weltraum sowie Das Grauen aus der Tiefe, bei letzterem wurde sein Name jedoch im Abspann nicht genannt. Nachdem er bereits 1982 Co-Regie bei der Oscar-nominierten Zeichentrickfilm-Adaption von Raymond Briggs’ The Snowman geführt hatte, inszenierte er 1986 den ebenfalls auf einem Buch von Briggs basierenden Trickfilm Wenn der Wind weht, für den David Bowie den Titelsong und Roger Waters die Filmmusik beisteuerte. 2001 drehte er mit Ein Weihnachtsmärchen eine Zeichentrickadaption von Charles Dickens’ A Christmas Carol, unter anderem mit den Stimmen von Kate Winslet und Nicolas Cage. 2005 führte er die Regie im Musikvideo zu Kate Bushs Single King of the Mountain.
Jimmy T. Murakami verstarb am 16. Februar 2014 nach kurzer Krankheit im Alter von 80 Jahren.

## Filmografie (Auswahl)

### Regie
- 1965: Charley
- 1967: Breath
- 1980: Sador – Herrscher im Weltraum (Battle Beyond the Stars)
- 1980: Das Grauen aus der Tiefe (Humanoids from the Deep) (ungenannt)
- 1986: Wenn der Wind weht (When the Wind Blows) (& Animation, Storyboard)
- 2001: Ein Weihnachtsmärchen

### Animation
- 1959: The Violinist
- 1963: The Insects
- 1981: Heavy Metal (Heavy Metal)
- 1988: Die Chroniken von Narnia: Der König von Narnia (The Lion, the Witch & the Wardrobe)

### Storyboard
- 2001: Ein Weihnachtsmärchen

### Produktion
- 1967: The Box
- 1968: The Magic Pear Tree
- 1971: Manfred von Richthofen – Der Rote Baron (Von Richthofen and Brown)

### Drehbuch
- 1964: The Top
- 1990: Dream Express

## Auszeichnungen (Auszug)
- 1965: Goldener Löwe der Internationalen Filmfestspiele von Venedig für Charley
- 1965: BAFTA-Award-Nominierung für The Insects
- 1967: Cristal d’Annecy für Breath
- 1969: Oscar-Nominierung für The Magic Pear Tree